# St. Paul, Collin County, Texas
St. Paul är en ort i Collin County i delstaten Texas, USA.